# Exeristis mystica
Exeristis mystica là một loài bướm đêm trong họ Crambidae.